# Antoinette af Anhalt
Prinsesse Antoinette af Anhalt (3. marts 1885–3. april 1963) var en tysk prinsesse af Anhalt, der var prinsesse af Schaumburg-Lippe som ægtefælle til den bøhmiske godsejer Prins Frederik af Schaumburg-Lippe. Hun tilhørte Huset Askanien og var datter af Arveprins Leopold af Anhalt.

## Biografi

### Tidlige liv
Prinsesse Antoinette blev født den 3. marts 1885 på Georgium Slot nær Dessau i Anhalt som det eneste barn af Arveprins Leopold af Anhalt i hans ægteskab med prinsesse Elisabeth af Hessen-Kassel. Hendes farfar var den regerende hertug Frederik 1. af det lille hertugdømme Anhalt i det centrale Tyskland.
Mindre end et år efter sin datters fødsel døde Arveprins Leopold uventet i Cannes i Frankrig den 2. februar 1886. Da han ikke havde nogen sønner, blev han efterfulgt som arveprins af sin lillebror Frederik, den senere Hertug Frederik 2. af Anhalt.
Prinsesses Elisabeth giftede sig aldrig igen og overlevede sin mand med knap 70 år. Hun døde i Dessau, på det tidspunkt i det daværende DDR, den 7. januar 1955.

### Ægteskab og børn
Prinsesse Antoinette giftede sig den 26. maj 1909 i Dessau med prins Frederik af Schaumburg-Lippe (1868–1945). Han var søn af prins Wilhelm af Schaumburg-Lippe og tilhørte en sidelinje til fyrstehuset Schaumburg-Lippe, der boede på slottet Náchod i Bøhmen. Han havde tidligere været gift med den danske Prinsesse Louise og dermed været svigersøn til Kong Frederik 8. af Danmark. I ægteskabet blev der født to sønner:
Parret fik to sønner:
- prins Leopold Friedrich Alexander Wilhelm Eduard af Schaumburg-Lippe (21. februar 1910 - 25. januar 2006)
- prins Wilhelm Friedrich Karl Adolf Leopold Hilderich af Schaumburg-Lippe (24. august 1912 - 4. marts 1938)

### Senere liv
Prins Frederik døde i 1945. Prinsesse Antoinette overlevede sin mand med 17 år og døde som 78-årig den 3. april 1963 i Dessau i det daværende DDR. Hun blev begravet på kirkegården Ziebigk ved siden af sin mor.